# Tira de llum LED
Una tira, cinta o cinta de llum LED és una placa de circuit flexible poblada per díodes emissors de llum de muntatge superficial (LED SMD) i altres components que normalment ve amb un suport adhesiu. Els LED s'han adoptat àmpliament en entorns personals, professionals i aficionats per la seva estètica, funcionalitat i flexibilitat. Tradicionalment, les tires de llums s'havien utilitzat únicament en il·luminació d'accent, retroiluminació, il·luminació de tasques i aplicacions d'il·luminació decorativa, com ara la il·luminació de sostres.
Les tires de llums LED van sorgir a principis dels anys 2000. Des de llavors, l'augment de l'eficàcia lluminosa i els SMD de major potència han permès que s'utilitzin en aplicacions com ara il·luminació de tasques d'alta brillantor, substitució de llums fluorescents i halògenes, aplicacions d'il·luminació indirecta, inspecció ultraviolada durant els processos de fabricació, disseny de decorats i vestuari i cultiu de plantes.

## Disseny

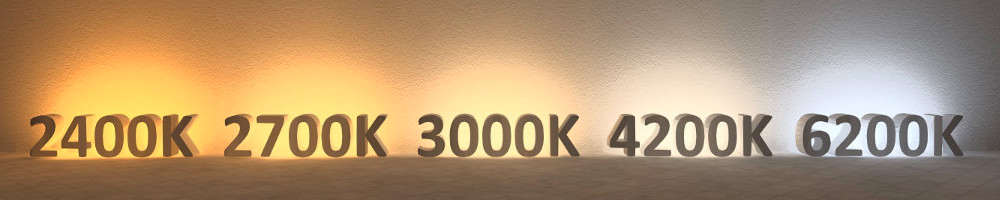
Temperatures de color correlacionades de la llum blanca

Les variables en la il·luminació de tires inclouen la resistència a l'aigua, el color, els adhesius, l'elecció de SMD, el voltatge d'accionament, el tipus de control i si es tracta d'un disseny de corrent constant o de voltatge constant.

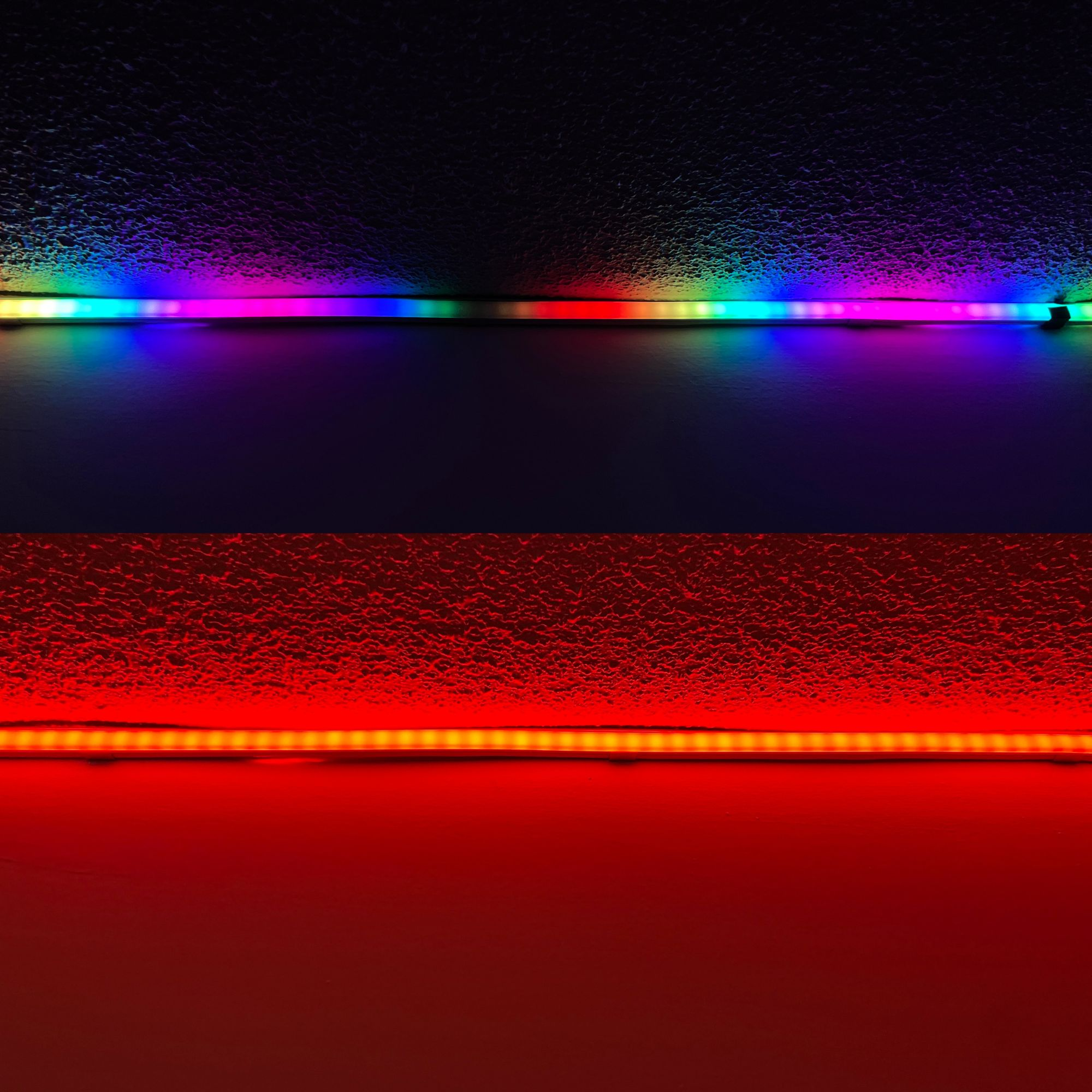
Tires LED direccionables (superiors) versus no direccionables (inferiors)

No es considera que la cinta LED sense recobriment tingui cap resistència a l'entrada d'aigua, però pot tenir un codi de protecció contra l'entrada IP20 per a certa resistència física a l'entrada. Aquestes cintes generalment són de baix voltatge i segures per al tacte amb la pell, però es poden curtcircuitar amb objectes metàl·lics fins. Les tires d'il·luminació resistents a l'aigua estan recobertes d'epoxi o silicona conductora de calor per protegir els circuits del contacte directe amb l'aigua, i poden tenir una classificació IP65, IP67 o, amb connexions segellades adequades, IP68. Tant les cintes LED recobertes com les sense recobriment tenen un suport adhesiu de doble cara per enganxar-se a parets, escriptoris, portes, etc.
Les diferències de disseny més comunes són en com es controlen els LED individuals, concretament les diferències de color i si cada LED és direccionable o no.
- Color únic, no direccionable: cada LED del fil és d'un sol color blanc, normalment amb una temperatura de color que oscil·la entre els 2200K i els 6500K, o qualsevol dels diversos colors monocroms que cobreixen el rang de l'espectre visible (generalment de 400 a 700 nanòmetres de longitud d'ona).[1]
- Blanc dinàmic ajustable (sovint descrit amb CCT), no adreçable: permet a l'usuari ajustar la sortida de temperatura de color d'una sola tira de llum. Es fabriquen amb LEDs alterns de diferents temperatures de color, de manera que la meitat dels LEDs tenen una temperatura més baixa i l'altra meitat una temperatura de color més alta, cosa que permet que la tira produeixi qualsevol temperatura de color específica entre les dues temperatures de color dels LEDs.[2]
- Multicolor, no direccionable: cada LED pot mostrar vermell, verd, blau o els tres (blanc), alimentat per tres rails d'alimentació d'entrada. Tots els LED mostren el mateix color en qualsevol moment, però el color es pot manipular variant el voltatge aplicat a cadascuna de les tres entrades d'alimentació.
- RGB, direccionable: múltiples colors i adreces. Cada LED té el seu propi xip, és a dir, es poden activar individualment per a la persecució, l'emissió de llums intermitents, el canvi de color i altres efectes personalitzables.
- RGBW, no direccionable: la combinació d'un sol color i multicolor (4 xips LED) en un sol mòdul
- RGBCCT o RGBWW: La combinació de blanc dinàmic sintonitzable i multicolor (5 xips LED) en un sol mòdul

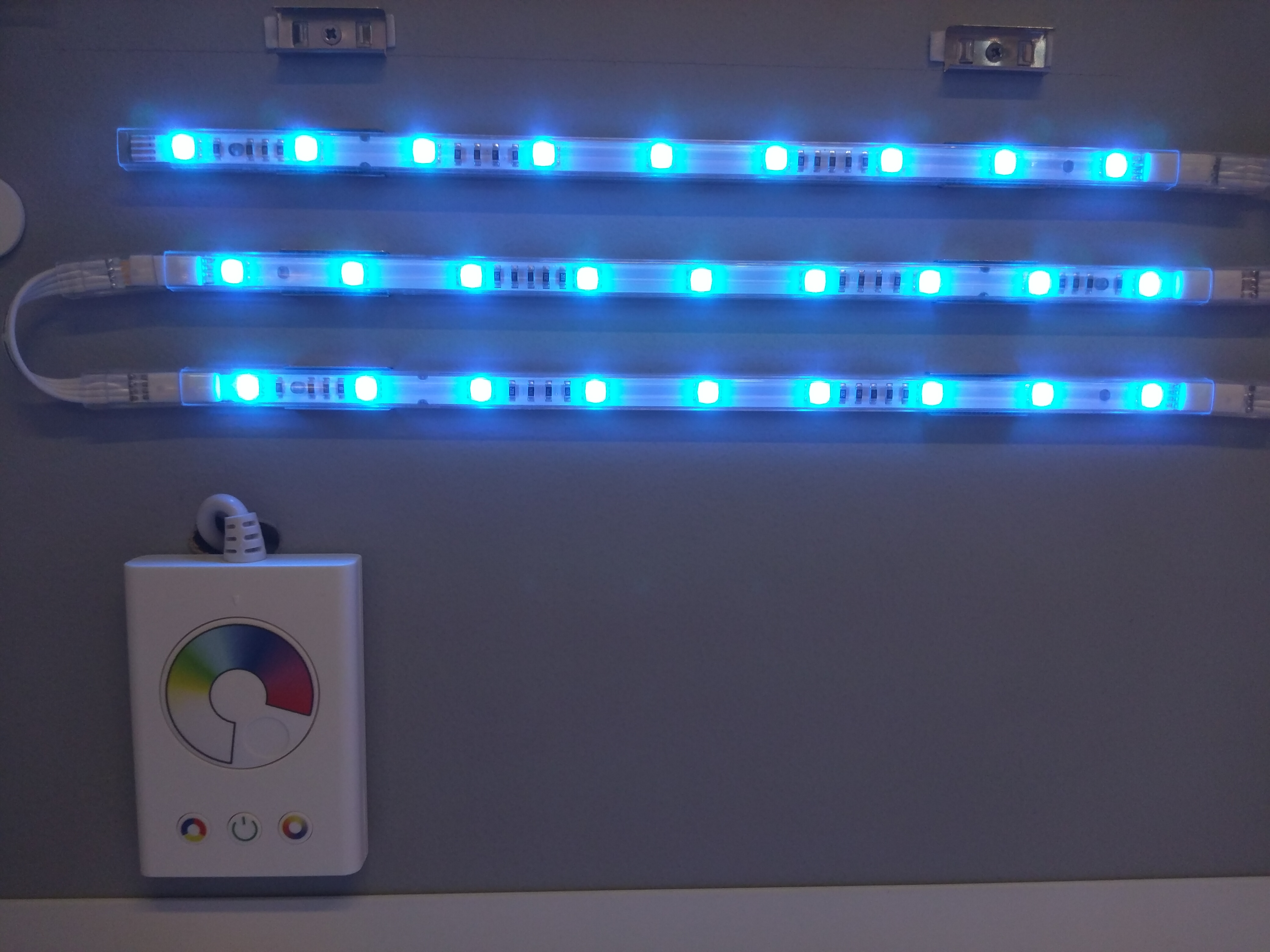
Tira de llums LED blaves amb controlador

Els dissenys de tires LED estan disponibles amb molts tipus diferents de SMD, no només en diferents colors i direccionables o no direccionables, sinó també amb diferents formes, mides i nivells de potència. Els tipus més comuns de SMD són: 3528, monocolor, no direccionable, de molt baixa potència; 5050, que conté tres LED que permeten tires RGB i direccionables, així com nivells de potència més alts; 2835, un SMD monocolor més nou que té les mateixes dimensions superficials que el 3528 però una àrea emissora més gran i un disseny més prim amb un dissipador de calor integrat que permet nivells de potència més alts; 5630/5730, un substitut més nou per als SMD 5050 monocolor que poden funcionar a nivells de potència lleugerament més alts i tenen una alta eficàcia. Els dissenys menys comuns poden tenir SMD 3014, 4014, 7020, 8020 o altres. A més del tipus de LED SMD, la quantitat de LED per metre també és un factor important per determinar la potència i la brillantor generals.
Les tires de llums LED funcionen més habitualment amb 12 o 24 volts de corrent continu des d'una font d'alimentació, de vegades anomenada controlador. Les tires de llums USB funcionen amb el corrent continu estàndard de 5 volts que utilitzen els dispositius USB. També hi ha disponibles tires LED de voltatge de xarxa. Aquests tenen els avantatges de ser utilitzables en tirades individuals molt més llargues sense una caiguda de brillantor al llarg de la longitud, però són menys flexibles i més pesats a causa de les classificacions de voltatge i corrent més elevades i els recobriments gruixuts per a la seguretat contra xocs i les altes classificacions IP en les seves posicions exteriors previstes, amb punts de tall limitats. No cal una font d'alimentació separada, tot i que hi ha d'haver un rectificador entre la xarxa elèctrica i l'extrem de la tira de LED. Els dissenys de PCB més comuns utilitzen múltiples circuits paral·lels que consisteixen en resistències passives en sèrie amb un cert nombre de LED SMD, per funcionar a un cert nivell de corrent i potència amb la tensió d'entrada esperada. Aquest disseny es coneix com a de voltatge constant i és força sensible a petites variacions en el voltatge d'entrada i a la caiguda de voltatge que es produeix al llarg de llargs trams de tira quan s'alimenta des d'una única entrada d'alimentació. Un disseny alternatiu és el disseny de "corrent constant" on cada circuit paral·lel de diversos SMD inclou un petit circuit integrat per proporcionar un corrent fix a aquest grup de LED, dins d'un ampli rang de voltatges aplicats. Això permet que la tira funcioni al mateix nivell de potència i brillantor al llarg de tota la seva longitud, o amb alguna variació en el voltatge del controlador.
Qualsevol personalització requereix un controlador LED per ajustar la brillantor, el color o l'activitat individual dels LED. Això es pot fer amb un controlador inclòs o personalitzar-se amb un microcontrolador.
Les tires LED també es poden utilitzar per imitar l'aspecte de les llums de neó tradicionals. La cinta LED està incrustada al lateral d'un canal C de plàstic ple de silicona; la silicona difon la llum de la cinta LED i la dirigeix cap a un costat, 90 graus respecte a la direcció cap a on s'orienten els LED SMD. Aquest disseny permet que els llums es dobleguin en el que sembla ser la direcció oposada a com es pot doblegar una cinta LED normal, cosa que permet escriure paraules i crear imatges amb ella de manera molt semblant als rètols de neó.

### Models
A continuació es mostra una llista de models comuns de tires LED. La unitat de control del circuit integrat és la "resolució" del control, o el nombre més petit de LEDs que es poden controlar individualment a la tira.
Models:
| Model         | Voltage    | Color                        | Adressables | LEDs            | Control          | Estil            |
| ------------- | ---------- | ---------------------------- | ----------- | --------------- | ---------------- | ---------------- |
| 5V/12V/24V    | RGB        | Sí                           | 1/3         | Intern & Extern | Adressable doble |                  |
| WS2811        | 5V/12V/24V | Blanc/RGB/ RGB+W/ RGB+CCT    | Parcial     | 1/3/4/6/9       | Extern           | Adressable       |
| WS2812B       | 5V         | RGB                          | Sí          | 1/3/12          | Intern           | Adressable       |
| WS2813        | 5V         | RGB/RGBW                     | Sí          | 1               | Intern           | Interrpció       |
| WS2814        | 24V        | RGBW                         | Parcial     | 6               | Extern           | Adressable       |
| WS2815        | 12V        | RGB                          | Sí          | 1               | Intern           | Interrpció       |
| WS2818        | 12V        | RGB/RGBW                     | Parcial     | 3/6             | Extern           | Interrpció       |
| SK6812        | 5V/12V/24V | Blanc/RGB/ RGBW              | Sí          | 1/3/6           | Intern           | Adressable       |
| SK9822        | 5V/12V/24V | RGB                          | Sí          | 1               | Intern           | Adressable doble |
| APA102        | 5V         | Blanc/RGB                    | Sí          | 1/3             | Intern & Extern  | Adressable doble |
| APA102/HD107S | 5V/12V/24V | Blanc/RGB                    | Sí          | 1               | Intern           | Adressable doble |
| APA107        |            |                              | Sí          |                 |                  |                  |
| HD108         |            |                              | Sí          |                 |                  |                  |
| UCS1903       | 5V/12V/24V | RGB                          | Parcial     | 1/3/6           | Extern           | Adressable       |
| TM1812        | 12V/24V    | Blanc/RGB/ RGBCCT            | Parcial     | 3/6/12          | Extern           | Adressable       |
| TM1814        | 12V/24V    | RGBW                         | Parcial     | 6               | Extern           | Adressable       |
| TM1914        | 12V/24V    | Blanc/RGB                    | Parcial     | 3/6/7           | Extern           | Interrpció       |
| TM1934        |            |                              | Parcial     |                 |                  |                  |
| TM1936        | 24V        | RGBCCT                       | Parcial     | 6               | Extern           | Adressable       |
| LPD8806       | 12V/24V    | RGB                          | Parcial     | 2               | Extern           | Adressable doble |
| LPD6803       | 12V/24V    | RGB                          | Parcial     | 3               | Extern           | Adressable doble |
| GS8206        | 12V/24V    | RGB                          | Parcial     | 3/5/6           | Extern           | Interrpció       |
| GS8208        | 12V        | RGB/R/G/B/ Groc/GrocDaurat/W | Sí          | 1               | Extern           | Interrpció       |
| FW1906        |            |                              | Parcial     |                 |                  |                  |
| SM16703       |            |                              | Parcial     |                 |                  |                  |
| SM16704       |            |                              | Parcial     |                 |                  |                  |
| DMX512        | 12V        | RGB                          | Sí          | 1               |                  | DMX              |

### Controladors i programari
Les tires LED direccionables interactuen amb molts controladors i programari diferents segons l'aplicació. Els aficionats poden utilitzar programari de codi obert amb microcontroladors, mentre que els professionals poden utilitzar controladors dedicats que utilitzen el protocol de comunicació DMX.  Alguns programaris de codi obert que s'utilitzen habitualment inclouen FastLED, WLED i Arduino. Els microcontroladors que s'utilitzen habitualment per a això inclouen ESP32, ESP8266, Arduino i Raspberry Pi.

### Angle del feix
Alguns LED tenen un angle de feix de 120°, dirigit "cap amunt", és a dir, perpendicular a la superfície de muntatge. Els SMD de "vista lateral" o "emissor de vora" estan dissenyats de manera que la llum s'emet paral·lela a la superfície adherent (és a dir, una diferència de 90 graus respecte al disseny típic de cinta). Això permet la construcció de tires LED que netegen superfícies en menys espai o perfils de vora d'accent com ara la senyalització

### Atenuació/regulació
Els LED es poden atenuar de manera eficient mitjançant la modulació d'amplada de pols (PWM). Aquesta estratègia encén i apaga ràpidament els LED moltes vegades per segon canviant el voltatge de zero al valor dissenyat de manera "encès-apagat". El LED veu la seva unitat com una ona quadrada. L'amplada relativa de les parts d'encesa i apagada de l'ona quadrada es pot variar de manera que els LED estiguin encesos o apagats durant relativament més o menys temps per canviar la brillantor. Els LED direccionables fan aquesta regulació internament a partir d'un senyal de dades que especifica de quin color s'han d'encendre els LED, mentre que els LED no direccionables requereixen un controlador PWM extern.

## Ús
Les tires de llums estan dissenyades tant per a ús interior com exterior, depenent de si són resistents a l'aigua. Com que la tira és flexible i es pot dividir en qualsevol punt entre els LED, és extremadament versàtil i es pot utilitzar en diverses instal·lacions. Aquesta versatilitat ha permès que les tires LED proliferin en diversos contextos destacables:

### No professional
Les tires de llums LED han trobat un atractiu significatiu entre els estudiants universitaris pels colors únics i la llum difusa que proporcionen. Molts estudiants utilitzen això com a alternativa a "la gran llum".

### Professional
Les tires LED també s'han utilitzat com a instrument d'il·luminació escènica. Han estat escollits per la seva capacitat de crear vores definides, pels seus efectes dinàmics i visualment interessants, i pel seu baix cost. Tot i que les tires i els controladors específics que s'utilitzen solen ser diferents dels d'ús domèstic, les tires d'il·luminació d'escenaris comparteixen moltes similituds amb les seves contraparts domèstiques.